# Pierlowka
Pierlowka (ros. Перлёвка) – wieś (sieło) w Rosji, w obwodzie woroneskim, w rejonie siemiłuckim. W 2021 liczyła 1013 mieszkańców.